# Antonio Gambello
Ne doit pas être confondu avec Vittore Gambello.
Antonio di Marco Gambello est un architecte et un sculpteur vénitien du XVe siècle.

## Biographie
Chargé de la construction de l’église Saint-Zacharie de Venise entre 1458 et 1481, Antonio Gambello réalisa le gros des travaux. Cet édifice, considéré comme l'un des premiers de style Renaissance à Venise, fut achevé par Codussi. Les portes de l'arsenal de Venise (1460) sont considérées comme son chef-d’œuvre. Il travailla également à l’église San Giobbe et à l'église Saint-Étienne[Laquelle ?] de cette même cité.